# Прапор Лукім'я
Пра́пор Лукім'я — офіційний символ села Лукім'я, Лубенського району Полтавської області, затверджений 23 грудня 2003 р. сесією Лукімської сільської ради. 
Автор проекту прапора — А. Гречило.

## Опис
Квадратне полотнище, розділене на чотири рівновеликі квадратні поля, верхнє від древка (із жовтим луком із натягнутою вгору стрілою) та нижнє з вільного краю (із жовтим лапчастим хрестом із напівкруглими виступами на кінцях) сині, а два інші — жовті.

## Зміст
Зображення хреста та натягнутого лука зі стрілою використовувалося на лукомських міських і сотенних печатках із ХVІІ-ХVІІІ ст.